# بروك هسندريكس
بروك هسندريكس (بالإنجليزية: Brooke Hendrix)‏ هي لاعبة كرة قدم أمريكية، ولدت في 6 مايو 1993 في شاربسبورغ في الولايات المتحدة. لعبت مع نادي فيلكير.

## وصلات خارجية
- بروك هسندريكس على موقع الاتحاد الأوربي (الإنجليزية)
- بروك هسندريكس على موقع قاعدة بيانات كرة القدم.إي يو (الإنجليزية)
- بروك هسندريكس على موقع Soccerway.com (الإنجليزية)